# Musikalisches Wochenblatt

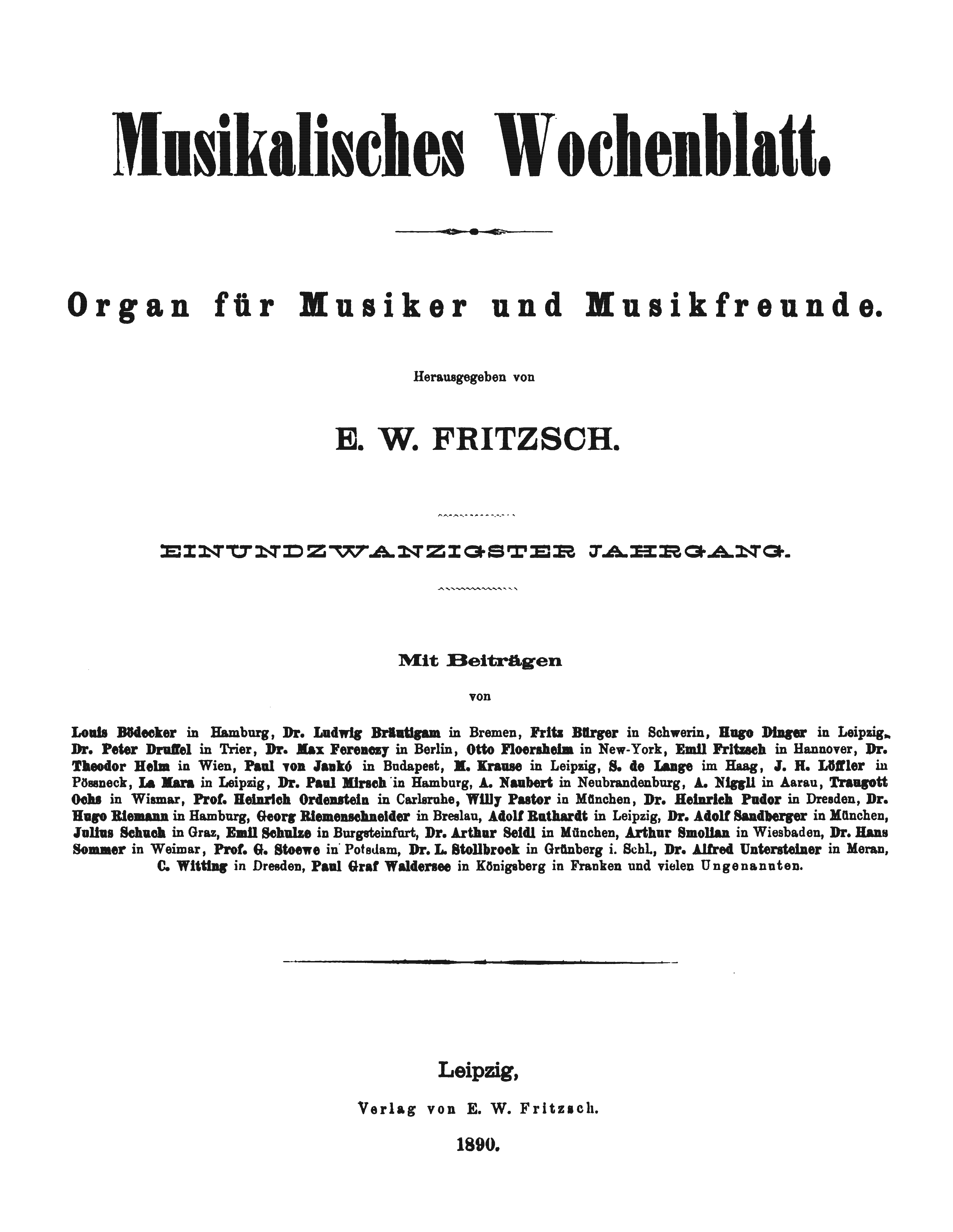
Titelblatt des 21. Jahrgangs, 1890

Das Musikalische Wochenblatt. Organ für Musiker und Musikfreunde (kurz MWb), war eine musikalische Fachzeitschrift in der Zeit des Deutschen Kaiserreiches. Sie wurde 1870 von Oscar Paul begründet und erschien bis 1910 in Leipzig einmal wöchentlich bei Siegel unter den Herausgebern Oscar Paul und später Ernst Wilhelm Fritzsch. Der Zeitschriftentitel lautete seit der ersten Ausgabe vom 1. Januar 1870 bis zum 22. Dezember 1871 Musikalisches Wochenblatt. Organ für Tonkünstler und Musikfreunde.
Korrespondenten des MWb waren unter anderem:
- Baden-Baden: Richard Pohl
- Berlin: Julius Alsleben, Wilhelm Tappert, Otto Tiersch
- Bonn: Ferdinand Schürmann
- Bremen: August Spanuth
- Breslau: Heinrich Matthes, Albert Weiss
- Dessau: Richard Falckenberg
- Fünfkirchen: Joseph Engel
- Kalbsrieth bei Artern: Hans von Wolzogen
- Leipzig: Franz Böhme, Oskar Bolck, Alfred Dörffel, Carl Kipke, Hermann Kretzschmar, Friedrich Rebling
- München: Heinrich Porges
- New-York: Gottlieb Federlein
- Poessnack: Johann Heinrich Löffler
- Wien: Theodor Helm, Martin Gustav Nottebohm, Heinrich Schenker